# جونگ کن-وو
جونگ کن-وو (انگلیسی: Jeong Keun-woo؛ زادهٔ ۲ اکتبر ۱۹۸۲) بازیکن بیس‌بال اهل کره جنوبی است.